# Nabiximols
Le nabiximols (nom choisi aux États-Unis, nom commercial : Sativex) est un médicament sous forme de spray buccal développé dans le traitement de la sclérose en plaques afin de diminuer les douleurs neuropathiques, la spasticité, une vessie hyperactive, et d'autres symptômes. Les composés actifs de ce produit sont le tetrahydrocannabinol (THC) et le cannabidiol (CBD), composés produits par la plante Cannabis sativa. Le nabiximols est différent des autres cannabinoïdes utilisés en médecine car il est constitué d'un mélange de composés extraits directement de la plante de cannabis et non pas d'une seule molécule synthétique.

## Prescription
Il est utilisé pour diminuer la spasticité dans la sclérose en plaques,.

## Effets indésirables
Le nabiximols est généralement bien toléré,,.
Les effets indésirables les plus fréquents sont une sensation de vertige, une somnolence, une désorientation. Il n'y a pas de données disponible sur le développement d'une potentielle dépendance au nabiximols.

## Disponibilité

### France
Une autorisation provisoire de mise sur le marché de six mois a été accordée par l'ANSM. Dans un premier temps, seuls les neurologues et les médecins rééducateurs hospitaliers seront autorisés à le prescrire. Les pharmacies devront le stocker sous coffre, comme la législation l'impose pour les produits de santé dérivés de stupéfiants.
Néanmoins, en 2018, le médicament n'a toujours pas été commercialisé en France, faute d'accord sur son prix.

### Portugal
Au Portugal, il est autorisé depuis 2012 pour son indication à la sclérose en plaques. Entre 2017 et 2018, le groupement des six hôpitaux de Lisbonne en a délivré 21 doses au prix de 500 euros non remboursés.